# Fernando «Cobo» Pereira
Fernando «Cobo» Pereira (nascut el 1963) és un oficial de l'exèrcit de Sao Tomé i Principe. És conegut per haver ocupat la presidència del seu país durant set dies.

## Cop d'estat del 16 de juliol de 2003
Oficial de les Forces Armades de São Tomé i Príncipe, és d'origen capverdià i angolès. És pare de deu fills. Pereira va liderar un cop d'estat contra el govern democràticament escollit pel poble de Fradique de Menezes, que en aquest moment es trobava fora del país. No obstant això, Pereira va retornar el poder el 23 de juliol com a part d'un acord.